# Laurent Frapat
 (septembre 2018).
Si vous disposez d'ouvrages ou d'articles de référence ou si vous connaissez des sites web de qualité traitant du thème abordé ici, merci de compléter l'article en donnant les références utiles à sa vérifiabilité et en les liant à la section « Notes et références ».
 (janvier 2021).
Laurent Frapat est un monteur et réalisateur de documentaires. 

## Carrière
Après trois ans d'études à l'Esra, Laurent Frapat devient cadreur puis monteur. En 1992, il réalise avec Guillaume Lévis Routine, un court-métrage sur les gestes de la vie quotidienne qui obtient une reconnaissance dans les festivals et auprès de chaînes de télévision. 
En 1994, il entame une série sur les animaux du Kenya : Chroniques de l'Afrique sauvage. Laurent Frapat monte alors ses propres films et travaille sur la musique au ton lyrique de Carolin Petit. Produite et écrite par Frédéric Lepage, cette série dont les textes sont dits par Pierre Arditi en français et John Hurt en anglais, sera diffusée 
dans une centaine de pays.
Succès aidant, Laurent Frapat et Frederic Lepage s'attaquent alors au cycle Les Chroniques de la Terre sauvage. Ils produisent et réalisent Chroniques de l'Amazonie sauvage, Chroniques de l'Asie sauvage et Chroniques de l'Amérique sauvage.
D'autres séries voient le jour : L'Odyssée bleue raconté par Tchéky Karyo, Genesis II raconté par Lambert Wilson, Le Grand Raid des gnous.
En 2005, Laurent Frapat rencontre Alexandre Hallier qui lui propose la réalisation d'une série documentaire sur les bébés. Petits d'homme observe cinq bébés de la naissance à l'âge de deux ans à la manière d'un documentaire animalier. Hugues Le Bars compose la musique, Jeanne Balibar dit le commentaire.
En 2007, il réalise avec son complice Guillaume Lévis la suite de leur court-métrage de 1992 : Routine 2, qui obtient le Grand Prix du Festival de Valenciennes.
C'est en 2008 que Laurent Frapat entreprend un projet qui lui tient à cœur depuis longtemps : WILD OPERA. Il souhaitait réaliser un film animalier sans commentaire sur des musiques classiques du répertoire. Ce film relate la grande migration des gnous de la Tanzanie vers le Kenya sur des musiques de Dvorak, Beethoven, Debussy ou Grieg. Il a obtenu le Grand Prix au Amazonas Film Festival.
Il réalise ensuite une nouvelle série animalière de trois épisodes intitulée Belles & Rebelles, produite et écrite par Marie Pilhan et Eric Gonzalez. Tout ce qu'on ne vous a jamais dit sur les femelles dans la savane, une des rares séries animalières abordée sur le ton de l'humour.

## Filmographie

### Séries documentaires
- 2009 : Belles & Rebelles (3 × 52 min), Kenya pour One Planet, raconté par Julie Depardieu, puis par Virginie Bodin, HDcam
- 2007 : Petits d'homme (3 × 52 min), France pour la Générale de Production, raconté par Jeanne Balibar, HDV. DVD Éditions montparnasse
- 2006 : Le Grand Raid des gnous (3 × 52 min). Kenya, Tanzanie pour Télé Images Nature. Coréalisé avec Jean-Luc Guidoin, HDcam
- 2004 : Genesis II : Et l'homme créa la nature (7 × 52 min), Kenya pour Télé Images Nature. Coréalisé avec Jean-Baptiste Erreca. Raconté par Lambert Wilson. DVD France Télévisions
- 2002 : Les Chroniques de l'Amérique sauvage (6 × 52 min), États-Unis, Canada pour Télé Images Nature. Coréalisé avec Fabrice Averlan. Raconté par Pierre Arditi. DVD TF1 Vidéo
- 2000 : Les Chroniques de l'Asie sauvage (6 × 52 min), Thaïlande, Sri Lanka pour Télé Images Nature. Raconté par Pierre Arditi. DVD TF1 Vidéo
- 1999 : Les Chroniques de l'Australie sauvage (24 × 26 min)
- 1998 : L'Odyssée bleue (12 × 26 min), Colombie, Bahamas, Îles Caïmans, République dominicaine pour Télé Images Nature. Raconté par Tchéky Karyo. VHS Warner Vision
- 1997 : Les Chroniques de l'Amazonie sauvage (24 × 26 min), Brésil, Guyane pour XL Productions. Raconté par Pierre Arditi. DVD TF1 Vidéo
- 1995 : Les Chroniques de l'Afrique sauvage (24 × 26 min), Kenya, Tanzanie pour XL Productions. Raconté par Pierre Arditi. DVD TF1 Vidéo

### Documentaires unitaires
- 2013 : Islande (52 min). Electron Libre Productions.
- 2013 : Cambodge (52 min). Electron Libre Productions.
- 2009 : Wild Opera (75 min). Kenya, Tanzanie pour Marathon, Animal Planet, HDcam.
- 2003 : Chroniques du premier jour : Naissances sur la terre sauvage (100 min). Afrique, Brésil, Australie, Thaïlande, Canada pour Télé Images Nature. Raconté par Pierre Arditi.
- 2002 : Super Plantes : Des graines d'éternité (52 min). États-Unis, Chine, Japon pour Télé Images Nature. DVD France Télévisions
- 2001 : Cités sauvages : Paris (52 min). France pour Télé Images Nature. Raconté par Didier Bezace.
- 1999 : Les Intrus : Le Crapaud qui dévorait l'Australie (26 min). Australie pour Télé Images Nature.
- 1997 : Le Crépuscule des lions (52 min). Kenya, Tanzanie pour Catalogue.
- 1996 : Enfants du courage : Le Syndicat des enfants (52 min). Inde pour Catalogue.
- 1994 : L'Enfant qui vivait trop vite (Too old, too soon) (52 min). Royaume-Uni, États-Unis pour XL Productions. Coréalisé avec Marie-Pierre Raimbault.
- 1993 : Noël au Kenya (82 min). Kenya pour XL Productions.

### Courts métrages
- 2007 : Routine 2 (10 min). Coréalisé avec Guillaume Lévis. Canal +.
Scènes de la vie quotidienne d'un couple avec un bébé.
Grand Prix du Festival de Valenciennes 2009.
- 1999 : Dimanche (7 min).
Dimanche matin, elle est lavée, habillée, lui sort du lit et reste hypnotisé par l’écran de télévision. Il allume une cigarette, la cendre tombe…. C’est l’escalade. Trop tard, les mots sont lâchés…
- 1993 : Petits Bouts de femmes (8 min).
13 femmes se prêtent au jeu des questions sur leur physique. Elles se dévoilent mais elles ne sont filmées qu’en gros plan, on ne voit que leurs bouches. Les visages ne nous apparaîtront qu’au générique de fin.
- 1992 : Routine (6 min). Coréalisé avec Guillaume Lévis.
Scènes de la vie quotidienne d’un parisien célibataire. Canal +, France 2, France 3.
Prix de l’œuvre remarquable au Festival International de Tokyo.
Premier prix du festival « Bruits de Courts ».
Prix de la DRAC au Festival d’Arts Plastiques d’Hérouville Saint Clair.
- 1990 : Grafic : Harry Clarke (4 min).
Les « Histoires Extraordinaires » d’Edgar Poe illustrées par Harry Clarke. La Sept, Arte.

NB : Laurent Frapat est monteur de toutes ses réalisations.